# Hendea
Hendea is een geslacht van hooiwagens uit de familie Triaenonychidae.
De wetenschappelijke naam Hendea is voor het eerst geldig gepubliceerd door Roewer in 1931. 

## Soorten
Hendea omvat de volgende 14 soorten:
- Hendea aurora
- Hendea bucculenta
- Hendea coatesi
- Hendea fiordensis
- Hendea hendei
- Hendea maini
- Hendea maitaia
- Hendea myersi
- Hendea nelsonensis
- Hendea oconnori
- Hendea phillippsi
- Hendea spina
- Hendea takaka
- Hendea townsendi